# 임석무
임석무(林碩茂,  1904년 ~ ?)는 대한민국 제8대 법무부 차관을 역임한 법조인이다. 본관은 나주.

## 생애
1955년 10월 12일부터 1956년 6월 22일까지 대한민국 제8대 법무부차관을 지냈다.